# Sirocco

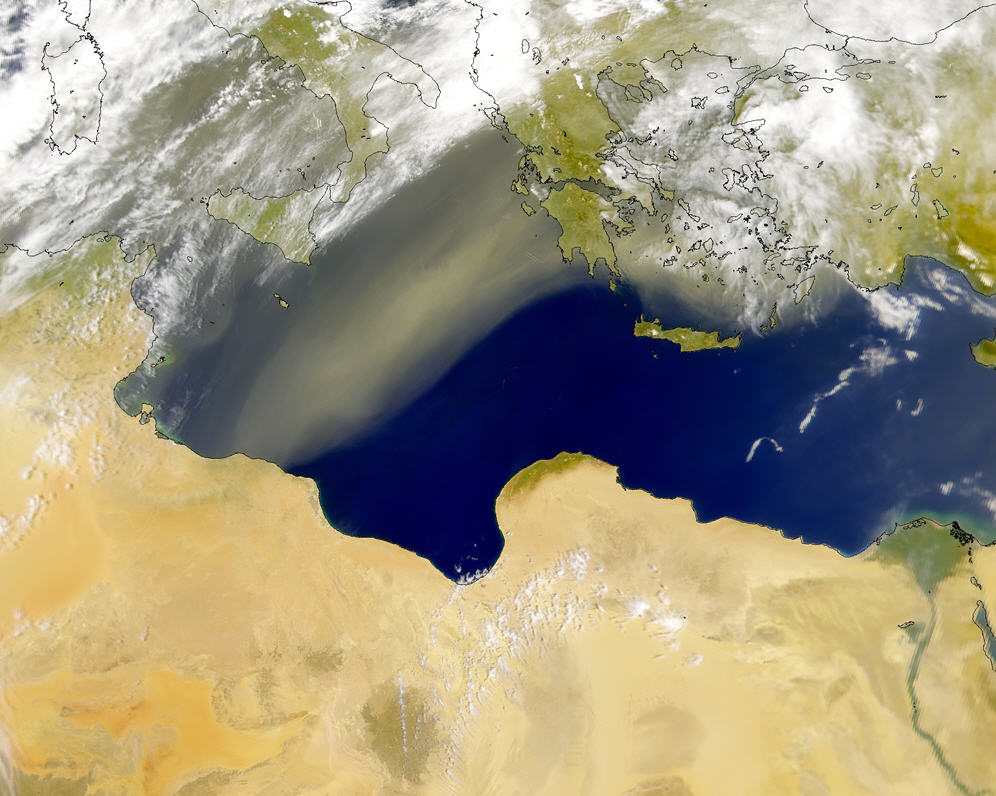
Sirocco dinspre Libia, februarie 2007

Siroco este un vânt uscat din direcția sud sau sud-est ce bate în bazinul mediteraneean când deasupra nordului Africii se instalează un maxim barometric, iar în Marea Mediterană - o zonă depresionară. Numele vântului, numit de italieni scirocco, vine din limba arabă – vânt cald.